# CP 시스템 III
CP 시스템 III(CP System III, CPシステムIII)은 캡콤이 개발한 아케이드 기판으로, CP 시스템과 CP 시스템 II의 후속 제품이다. 약칭 CPS-3로 쓰이며, 1996년에 발매한 워저드부터 시작해 1999년의 죠죠의 기묘한 모험: 미래로의 유산까지 총 6개의 게임이 이 기판으로 발매됐다. 이 기판을 마지막으로 캡콤은 기판을 자체 제작하지 않고 드림캐스트 기판 기판인 세가 나오미로 개발 플랫폼을 옮겼다.

## 사양
- 주 CPU: 히타치 HD6417099 (SH-2) @ 25 MHz
- 저장공간:
  - SCSI CD-ROM 드라이브
  - RAM (다양)
  - 플래시 메모리: 8 x 16 MiB
- 사운드 칩: 16채널 8비트 샘플 플레이어, 스테레오
- 최대 컬러 팔레트: 1600만 개[1]
- 최대 색상 발색수: 32,768 (15비트 컬러, 555 RGB)
  - 팔레트 크기: 131,072 펜
  - 타일당 컬러 (배경 및 스프라이트): 64 (픽셀당 6비트) 또는 256 (픽셀당 8비트), 선택가능
  - 타일당 컬러 (텍스트 표시): 16 (픽셀당 4비트)
- 최대 오브젝트 표시 가능 수: 1024, 하드웨어 스케일링
- 스크롤 레이어 수: 표준 4 + 1 텍스트 전용 스코어 스크린 레이어
- 스크롤 기능: 가로/세로 스크롤링, 선 스크롤, 선 확대
- 프레임버퍼 줌인
- 색 조합 효과
- DMA를 통한 6 bpp 및 8bpp 타일의 하드웨어 RLE 그래픽 압축 해제,
- 해상도: 384×224 픽셀 (표준) / 496×224 (와이드스크린)
- 개발된 게임 수: 6

## 발매된 게임
| 발매일     | 제목                                                                                        | 다른 이름                    |
| ---------- | ------------------------------------------------------------------------------------------- | ---------------------------- |
| 1996-11-21 | 워저드 (ウォーザード)                                                                       | 레드 어스 (Red Earth)        |
| 1997-02-04 | 스트리트 파이터 III (Street Fighter III: New Generation)                                    |                              |
| 1997-09-30 | 스트리트 파이터 III 세컨드 임팩트 (Street Fighter III 2nd Impact: Giant Attack)             |                              |
| 1998-12-02 | 죠죠의 기묘한 모험 (ジョジョの奇妙な冒険)                                                   | 조조스 벤처 (JoJo's Venture) |
| 1999-05-12 | 스트리트 파이터 III 세컨드 스트라이크 (Street Fighter III 3rd Strike: Fight for the Future) |                              |
| 1999-09-13 | 죠죠의 기묘한 모험: 미래로의 유산 (ジョジョの奇妙な冒険 未来への遺産)                       |                              |

## 같이 보기
- CP 시스템
- CP 시스템 II